# Moose
Quinn Ojinnaka (nacido el 23 de abril de 1984 en Seabrook, Maryland) es un jugador de fútbol americano retirado y luchador profesional estadounidense, que trabaja actualmente para la TNA Wrestling bajo el nombre de Moose. Trabaja en Impact Wrestling desde 2016, También ha trabajado para empresas como Ring of Honor, Revolution Pro Wrestling, Evolve y WhatCulture Pro Wrestling. Actualmente es el Campeón de la División X de TNA en su primer reinado.
Entre sus logros como luchador se encuentra el además de dos reinados como Gran Campeón Impact, una vez Campeón Mundial Peso Pesado de TNA y dos veces Campeón Mundial de TNA.

## Carrera en la lucha libre profesional

### Primeros años (2012-2014)
Ojinnaka comenzó su entrenamiento de lucha profesional en 2012 bajo el Sr. Hughes en WWA4, y ha asistido a los campos de entrenamiento de la WWE. El 22 de febrero de 2014, hizo su debut para Dragon Gate USA, trabajando junto a The Bravado Brothers en un papel de guardaespaldas. El 6 de mayo de 2015, Global Force Wrestling (GFW) anunció Ojinnaka como parte de su lista. Debido a la firma de un nuevo contrato de Ring of Honor (ROH), Ojinnaka solo tenía programado trabajar en los shows de GFW en casa y no en las grabaciones de televisión.

### Ring of Honor (2014-2016)
Después de que Willbourne apareció en el evento Best in the World de Ring of Honor el 22 de junio de 2014, y la promoción anunció dos días después que había firmado un contrato. Ojinnaka luego adoptó el nombre de Moose y formó una sociedad con RD Evans y Veda Scott. El 7 de diciembre de 2014, en Final Battle, Moose, acompañado por el Prince Nana y Stokely Hathaway, derrotó al RD Evans. El 1 de marzo de 2015, en el show de 13 aniversario de ROH , Moose derrotó a Mark Briscoe en un partido de individuales, marcando su primera victoria importante dentro de Ring of Honor. 
En Best in the World '16 , Moose se unió a War Machine pero perdió contra Bullet Club. Ojinnaka abandonó ROH el 8 de julio de 2016, con informes que lo vincularon con WWE y Total Nonstop Action Wrestling (TNA).

### New Japan Pro-Wrestling (2015-2016, 2021)
De 2015 a 2016, a través de la relación de ROH con New Japan Pro-Wrestling (NJPW), Moose luchó esporádicamente para NJPW. El 2 de agosto de 2021, se anunció Moose de New Japan Pro-Wrestling's Resurgence. El 14 de agosto, Moose perdió ante Tomohiro Ishii. El 13 de noviembre, en Battle in the Valley, derrotó a Juice Robinson.

### Total Nonstop Action Wrestling / Impact Wrestling (2016-presente)
Moose hizo su debut en Total Nonstop Action Wrestling el 12 de julio de 2016, en la edición Destination X de Impact Wrestling, interrumpiendo el partido del evento principal entre el Campeón Mundial Pesado de TNA Lashley y el Campeón de la División X de TNA, Eddie Edwards, alineándose con Mike Bennett y Maria, estableciéndose como un heel. Ojinnaka habría firmado un acuerdo exclusivo de dos años con la promoción. En el episodio del 28 de julio de Impact!, Moose hizo su debut en el ring, derrotando al luchador indy David Starr. En el episodio del 11 de agosto de Impact!, Moose y Mike Bennett derrotaron a Eddie Edwards y Ethan Carter III. En el episodio del 19 de agosto de Impact Wrestling , Moose derrotó a Eddie Edwards.

## En lucha
- Movimientos finales
  - Game Breaker / Game Changer (Wrist-lock seguido de un discus lariat) – adoptado de Kazuchika Okada
  - Go to Hell (Sitout chokebomb a un oponente sentado en el esquinero)
  - Hitstick (Spear)

- Movimientos de firma
  - Bicycle kick
  - Dropkick
  - Moose Crossing (Corner springboard double jump crossbody)
  - Moosesault (Moonsault)
  - Multiple headbutts
  - Multiple punches, con burlas
  - Pop-up clothesline
  - Pop-up powerbomb
  - Powerbomb en el borde del ring
  - Running senton
  - Wind-up punch

- Apodos
  - "OMG (One Moose Gang)" (TNA)
  - "Nation"
  - "Mr Impact Wrestling"
  - The "TNA World Heavyweight Champion"
  - "The God of Pro Wrestling"

- Mánager
  - Prince Nana
  - Veda Scott
  - Stokely Hathaway
  - Brandi Rhodes
  - Austin Aries
  - Killer Kross
  - W. Morrissey

- Música de entrada
  - "Moose Nation" de Quinn Ojinnaka (ROH; 25 de enero de 2014 – 15 de noviembre de 2014)
  - "Bust Some Heads" de Quinn Ojinnaka (ROH; 22 de noviembre de 2014 – 8 de julio de 2016 / TNA; 12 de julio de 2016 – presente)

## Campeonatos y logros
- German Wrestling Federation
  - GWF World Championship (1 vez)

- International Pro Wrestling United Kingdom
  - IPW World Championship (1 vez)

- Pro Wrestling 2.0
  - PW2.0 Heavyweight Championship (1 vez)

- Premiere Wrestling Xperience
  - PWX Innovative Television Championship (1 vez)

- Southern Championship Wrestling Florida
  - SCW Florida Heavyweight Championship (1 vez)

- Total Nonstop Action Wrestling / Impact Wrestling
  - Impact/TNA World Championship (2 veces)
  - TNA X Division Championship (1 vez, actual)
  - Impact Grand Championship (2 veces)
  - TNA World Heavyweight Championship (1 vez, inaugural)
  - TNA Joker's Wild (2017)
  - Call Your Shot Gauntlet (2021)

- Pro Wrestling Illustrated
  - Rookie del año (2015)
  - Clasificado en el puesto n.º 154 en los PWI 500 de 2015[4]
  - Clasificado en el puesto n.º 104 en los PWI 500 de 2016[5]
  - Clasificado en el puesto n.º 55 en los PWI 500 de 2017[6]
  - Clasificado en el puesto n.º 108 en los PWI 500 de 2018[7]
  - Clasificado en el puesto n.º 126 en los PWI 500 de 2019[8]
  - Clasificado en el puesto n.º 148 en los PWI 500 de 2020[9]
  - Clasificado en el puesto n.º 40 en los PWI 500 de 2021[10]
  - Clasificado en el puesto n.º 21 en los PWI 500 de 2022[11]
  - Clasificado en el puesto n.º 220 en los PWI 500 de 2023[12]
  - Clasificado en el puesto n.º 15 en los PWI 500 de 2024[13]